# Rugles
Rugles is een gemeente in het Franse departement Eure (regio Normandië). De plaats maakt deel uit van het arrondissement Évreux. Rugles telde op 1 januari 2022 2.199 inwoners.

## Geografie
De oppervlakte van Rugles bedroeg op 1 januari 2022 14,1 vierkante kilometer; de bevolkingsdichtheid was toen 156 inwoners per km².

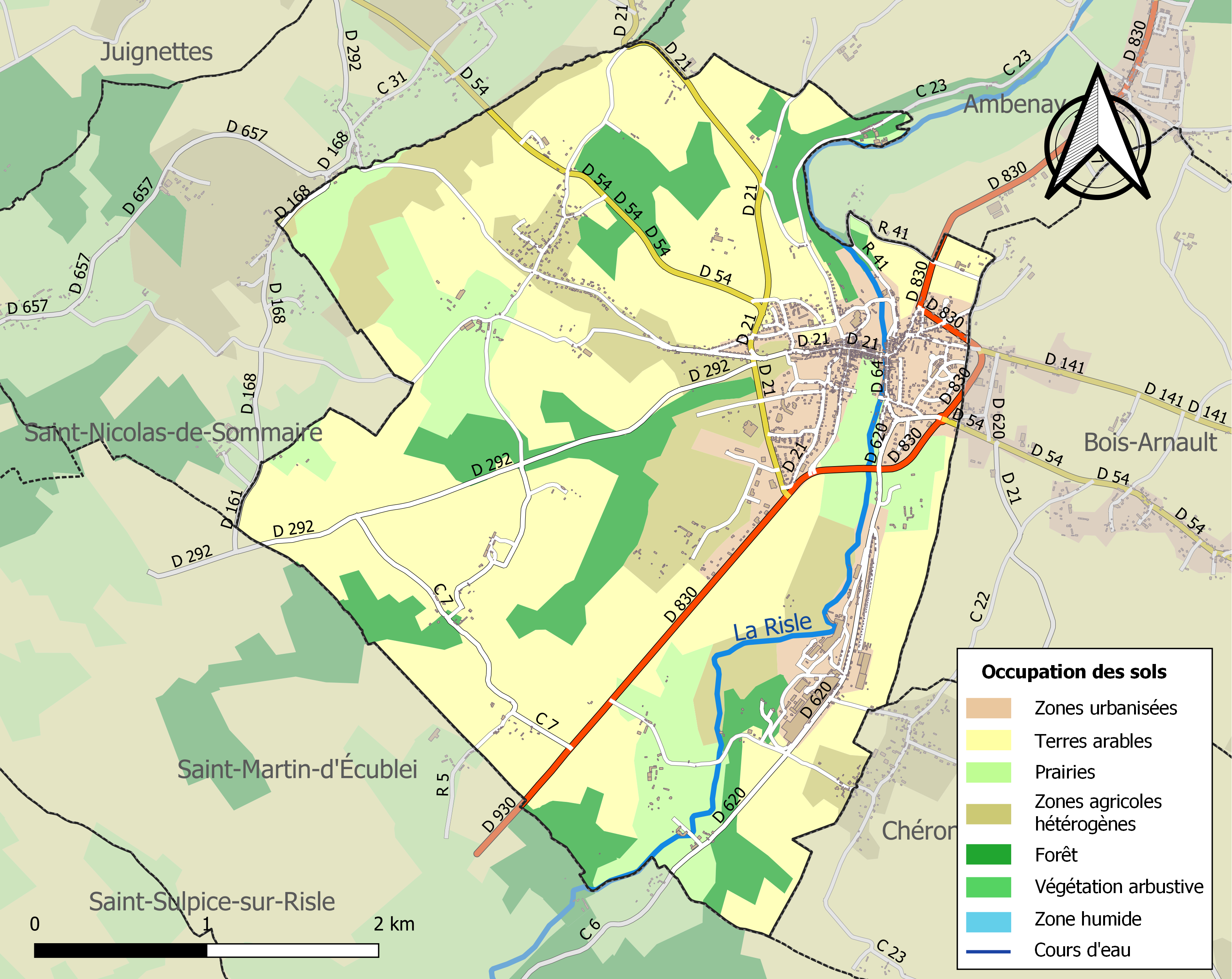
Kaart van de gemeente met belangrijkste infrastructuur, bodemgebruik en omliggende gemeenten

## Demografie
Onderstaande figuur toont het verloop van het inwonertal (bron: INSEE-tellingen).